# اوبرژ دو پروونس
آوبرژ د پروونس یا مسافرخانهٔ پروونس (به مالتی: Berġa ta' Provenza) یک مسافرخانه یا زائرسرا در والتا، کشور مالت است. این بنا در قرن شانزدهم میلادی برای اقامت شوالیه‌های سنت جان متعلق به دستهٔ پروونس بودند ساخته شد. در حال حاضر موزه ملی باستان‌شناسی را در خود جای داده است.